# Чон (денежная единица)
Чон (кор. 전?, 錢?) — разменная денежная единица, равная 1⁄100 национальных валют КНДР и Южной Кореи.
Название «чон» носили следующие денежные единицы:
- медная монета государства Корё, выпускавшаяся в X—XI веках;
- с 1902 по 1910 год монета, равная 1⁄100 воны;
- с 1945 по 1953 год монета, составляющая 1⁄100 первой южнокорейской воны, с 1953 счётная денежная единица, до 1962 года равная 1⁄100 южнокорейского хвана, а с 1962 года — 1⁄100 второй южнокорейской воны;
- с 1947 года по настоящее время 1⁄100 северокорейской воны.

## Монеты КНДР
| Монеты 1959-2008 годов | Монеты 1959-2008 годов | Монеты 1959-2008 годов | Монеты 1959-2008 годов | Монеты 1959-2008 годов | Монеты 1959-2008 годов | Монеты 1959-2008 годов | Монеты 1959-2008 годов | Монеты 1959-2008 годов | Монеты 1959-2008 годов                         | Монеты 1959-2008 годов |
| Аверс                  | Реверс                 | Номинал                | Технические параметры  | Технические параметры  | Технические параметры  | Описание               | Описание               | Описание               | Описание                                       | Годы выпуска           |
| Аверс                  | Реверс                 | Номинал                | Масса (г)              | Диаметр (мм)           | Толщина (мм)           | Состав                 | Гурт                   | Аверс                  | Реверс                                         | Годы выпуска           |
| ---------------------- | ---------------------- | ---------------------- | ---------------------- | ---------------------- | ---------------------- | ---------------------- | ---------------------- | ---------------------- | ---------------------------------------------- | ---------------------- |
|                        |                        | 1 чон                  | 0,64 г                 | 16 мм                  | 1,4 мм                 | Алюминий               | Гладкий                | Герб КНДР, год выпуска | Номинал, надпись на реверсе 1 견본             | 1959                   |
|                        |                        | 1 чон                  | 0,64 г                 | 16 мм                  | 1,4 мм                 | Алюминий               | Гладкий                | Герб КНДР, год выпуска | Номинал                                        | 1959, 1970             |
|                        |                        | 1 чон                  | 0,62 г                 | 16 мм                  | 1,4 мм                 | Алюминий               | Гладкий                | Герб КНДР, год выпуска | Номинал, одна звезда на реверсе                | 1959                   |
|                        |                        | 1 чон                  | 0,62 г                 | 16 мм                  | 1,4 мм                 | Алюминий               | Гладкий                | Герб КНДР, год выпуска | Номинал, две звезды на реверсе                 | 1959                   |
|                        |                        | 1 чон                  | 0,8 г                  | 18 мм                  | 1,48 мм                | Алюминий               | Гладкий                | Герб КНДР, номинал     | Рододендрон Шлиппенбаха, год выпуска           | 2008                   |
|                        |                        | 5 чонов                | 0.81 г                 | 18 мм                  | 1.4 мм                 | Алюминий               | Гладкий                | Герб КНДР, год выпуска | Номинал, надпись на реверсе 5 견본             | 1959                   |
|                        |                        | 5 чонов                | 0.81 г                 | 18 мм                  | 1.4 мм                 | Алюминий               | Гладкий                | Герб КНДР, год выпуска | Номинал                                        | 1959, 1974             |
|                        |                        | 5 чонов                | 0.81 г                 | 18 мм                  | 1.4 мм                 | Алюминий               | Гладкий                | Герб КНДР, год выпуска | Номинал, одна звезда на реверсе                | 1974                   |
|                        |                        | 5 чонов                | 0.81 г                 | 18 мм                  | 1.4 мм                 | Алюминий               | Гладкий                | Герб КНДР, год выпуска | Номинал, две звезды на реверсе                 | 1974                   |
|                        |                        | 5 чонов                | 1 г                    | 19 мм                  | 1.51 мм                | Алюминий               | Гладкий                | Герб КНДР, номинал     | Пион древовидный, год выпуска                  | 2008                   |
|                        |                        | 10 чонов               | 0,95 г                 | 20 мм                  | 1,4 мм                 | Алюминий               | Гладкий                | Герб КНДР, год выпуска | Номинал, надпись на реверсе 10 견본            | 1959                   |
|                        |                        | 10 чонов               | 0,95 г                 | 20 мм                  | 1,4 мм                 | Алюминий               | Гладкий                | Герб КНДР, год выпуска | Номинал                                        | 1959                   |
|                        |                        | 10 чонов               | 0,95 г                 | 20 мм                  | 1,4 мм                 | Алюминий               | Гладкий                | Герб КНДР, год выпуска | Номинал, одна звезда на реверсе                | 1959                   |
|                        |                        | 10 чонов               | 0,95 г                 | 20 мм                  | 1,4 мм                 | Алюминий               | Гладкий                | Герб КНДР, год выпуска | Номинал, две звезды на реверсе                 | 1959                   |
|                        |                        | 10 чонов               | 1 г                    | 19,5 мм                | 1,47 мм                | Алюминий               | Гладкий                | Герб КНДР, номинал     | Азалия, год выпуска                            | 2002                   |
|                        |                        | 50 чонов               | 2.01 г                 | 25 мм                  | 1.4 мм                 | Алюминий               | Гладкий                | Герб КНДР, номинал     | Чхоллима, год выпуска, надпись на реверсе 견본 | 1978                   |
|                        |                        | 50 чонов               | 2.01 г                 | 25 мм                  | 1.4 мм                 | Алюминий               | Гладкий                | Герб КНДР, номинал     | Чхоллима, год выпуска                          | 1978                   |
|                        |                        | 50 чонов               | 2.01 г                 | 25 мм                  | 1.4 мм                 | Алюминий               | Гладкий                | Герб КНДР, номинал     | Чхоллима, год выпуска, одна звезда на реверсе  | 1978                   |
|                        |                        | 50 чонов               | 2.01 г                 | 25 мм                  | 1.4 мм                 | Алюминий               | Гладкий                | Герб КНДР, номинал     | Чхоллима, год выпуска, две звезды на реверсе   | 1978                   |
|                        |                        | 50 чонов               | 1.5 г                  | 21.6 мм                | 1.78 мм                | Алюминий               | Гладкий                | Герб КНДР, номинал     | Кимченирия, год выпуска                        | 2002                   |

## Банкноты КНДР

### Эмиссия 1947 года
| Серия 1947 года | Серия 1947 года   | Серия 1947 года | Серия 1947 года | Серия 1947 года | Серия 1947 года                  | Серия 1947 года                  | Серия 1947 года |
| Изображение     | Изображение       | Номинал         | Размеры (мм)    | Основные цвета  | Описание                         | Описание                         | Годы выпуска    |
| Лицевая сторона | Оборотная сторона | Номинал         | Размеры (мм)    | Основные цвета  | Лицевая сторона                  | Оборотная сторона                | Годы выпуска    |
| --------------- | ----------------- | --------------- | --------------- | --------------- | -------------------------------- | -------------------------------- | --------------- |
|                 |                   | 15 чонов        | 85×44           | коричневый      | Номинал в декоративном орнаменте | Номинал в декоративном орнаменте | 1947            |
|                 |                   | 20 чонов        | 85×44           | зелёный         | Номинал в декоративном орнаменте | Номинал в декоративном орнаменте | 1947            |
|                 |                   | 50 чонов        | 104×54          | синий           | Номинал в декоративном орнаменте | Номинал в декоративном орнаменте | 1947            |

### Эмиссия 1959 года
| Серия 1959 года | Серия 1959 года   | Серия 1959 года | Серия 1959 года | Серия 1959 года | Серия 1959 года | Серия 1959 года   | Серия 1959 года |
| Изображение     | Изображение       | Номинал         | Размеры (мм)    | Основные цвета  | Описание        | Описание          | Годы выпуска    |
| Лицевая сторона | Оборотная сторона | Номинал         | Размеры (мм)    | Основные цвета  | Лицевая сторона | Оборотная сторона | Годы выпуска    |
| --------------- | ----------------- | --------------- | --------------- | --------------- | --------------- | ----------------- | --------------- |
|                 |                   | 50 чонов        | 130×60          | синий           | Номинал         | Номинал           | 1959            |

### Банкноты для туристов из социалистических стран
| Серия для туристов из социалистических стран | Серия для туристов из социалистических стран | Серия для туристов из социалистических стран | Серия для туристов из социалистических стран | Серия для туристов из социалистических стран | Серия для туристов из социалистических стран | Серия для туристов из социалистических стран | Серия для туристов из социалистических стран |
| Изображение                                  | Изображение                                  | Номинал                                      | Размеры (мм)                                 | Основные цвета                               | Описание                                     | Описание                                     | Годы выпуска                                 |
| Лицевая сторона                              | Оборотная сторона                            | Номинал                                      | Размеры (мм)                                 | Основные цвета                               | Лицевая сторона                              | Оборотная сторона                            | Годы выпуска                                 |
| -------------------------------------------- | -------------------------------------------- | -------------------------------------------- | -------------------------------------------- | -------------------------------------------- | -------------------------------------------- | -------------------------------------------- | -------------------------------------------- |
|                                              |                                              | 1 чон                                        | 100×46                                       | красный                                      | Номинал                                      | Номинал                                      | 1988                                         |
|                                              |                                              | 5 чонов                                      | 100×46                                       | красный                                      | Номинал                                      | Номинал                                      | 1988                                         |
|                                              |                                              | 10 чонов                                     | 100×46                                       | красный                                      | Номинал                                      | Номинал                                      | 1988                                         |
|                                              |                                              | 50 чонов                                     | 100×46                                       | красный                                      | Номинал                                      | Номинал                                      | 1988                                         |

### Банкноты для туристов из капиталистических стран
| Серия для туристов из капиталистических стран | Серия для туристов из капиталистических стран | Серия для туристов из капиталистических стран | Серия для туристов из капиталистических стран | Серия для туристов из капиталистических стран | Серия для туристов из капиталистических стран | Серия для туристов из капиталистических стран | Серия для туристов из капиталистических стран |
| Изображение                                   | Изображение                                   | Номинал                                       | Размеры (мм)                                  | Основные цвета                                | Описание                                      | Описание                                      | Годы выпуска                                  |
| Лицевая сторона                               | Оборотная сторона                             | Номинал                                       | Размеры (мм)                                  | Основные цвета                                | Лицевая сторона                               | Оборотная сторона                             | Годы выпуска                                  |
| --------------------------------------------- | --------------------------------------------- | --------------------------------------------- | --------------------------------------------- | --------------------------------------------- | --------------------------------------------- | --------------------------------------------- | --------------------------------------------- |
|                                               |                                               | 1 чон                                         | 100x45                                        | Бордовый, синий                               | Номинал                                       | Номинал                                       | 1988                                          |
|                                               |                                               | 5 чонов                                       | 100x45                                        | Бордовый, синий                               | Номинал                                       | Номинал                                       | 1988                                          |
|                                               |                                               | 10 чонов                                      | 100x45                                        | Бордовый, синий                               | Номинал                                       | Номинал                                       | 1988                                          |
|                                               |                                               | 50 чонов                                      | 100x45                                        | Бордовый, синий                               | Номинал                                       | Номинал                                       | 1988                                          |

## Банкноты Республики Корея

### Эмиссия 1962-1969 годов
| Серия KOMSCO (1962—1969) | Серия KOMSCO (1962—1969) | Серия KOMSCO (1962—1969) | Серия KOMSCO (1962—1969) | Серия KOMSCO (1962—1969) | Серия KOMSCO (1962—1969)                     | Серия KOMSCO (1962—1969)                       | Серия KOMSCO (1962—1969) | Серия KOMSCO (1962—1969) |
| Изображение              | Изображение              | Номинал                  | Размеры (мм)             | Основные цвета           | Описание                                     | Описание                                       | Даты                     | Даты                     |
| Лицевая сторона          | Оборотная сторона        | Номинал                  | Размеры (мм)             | Основные цвета           | Лицевая сторона                              | Оборотная сторона                              | выпуска                  | изъятия                  |
| ------------------------ | ------------------------ | ------------------------ | ------------------------ | ------------------------ | -------------------------------------------- | ---------------------------------------------- | ------------------------ | ------------------------ |
|                          |                          | 10 чонов                 | 90×50                    | синий                    | Надпись «Банк Кореи» и номинал (по-корейски) | Надпись «Банк Кореи» и номинал (по-английский) | 1 декабря 1962           | 1 декабря 1980           |
|                          |                          | 50 чонов                 | 90×50                    | коричневый               | Надпись «Банк Кореи» и номинал (по-корейски) | Надпись «Банк Кореи» и номинал (по-английский) | 1 декабря 1962           | 1 декабря 1980           |